# Jane Krakowski

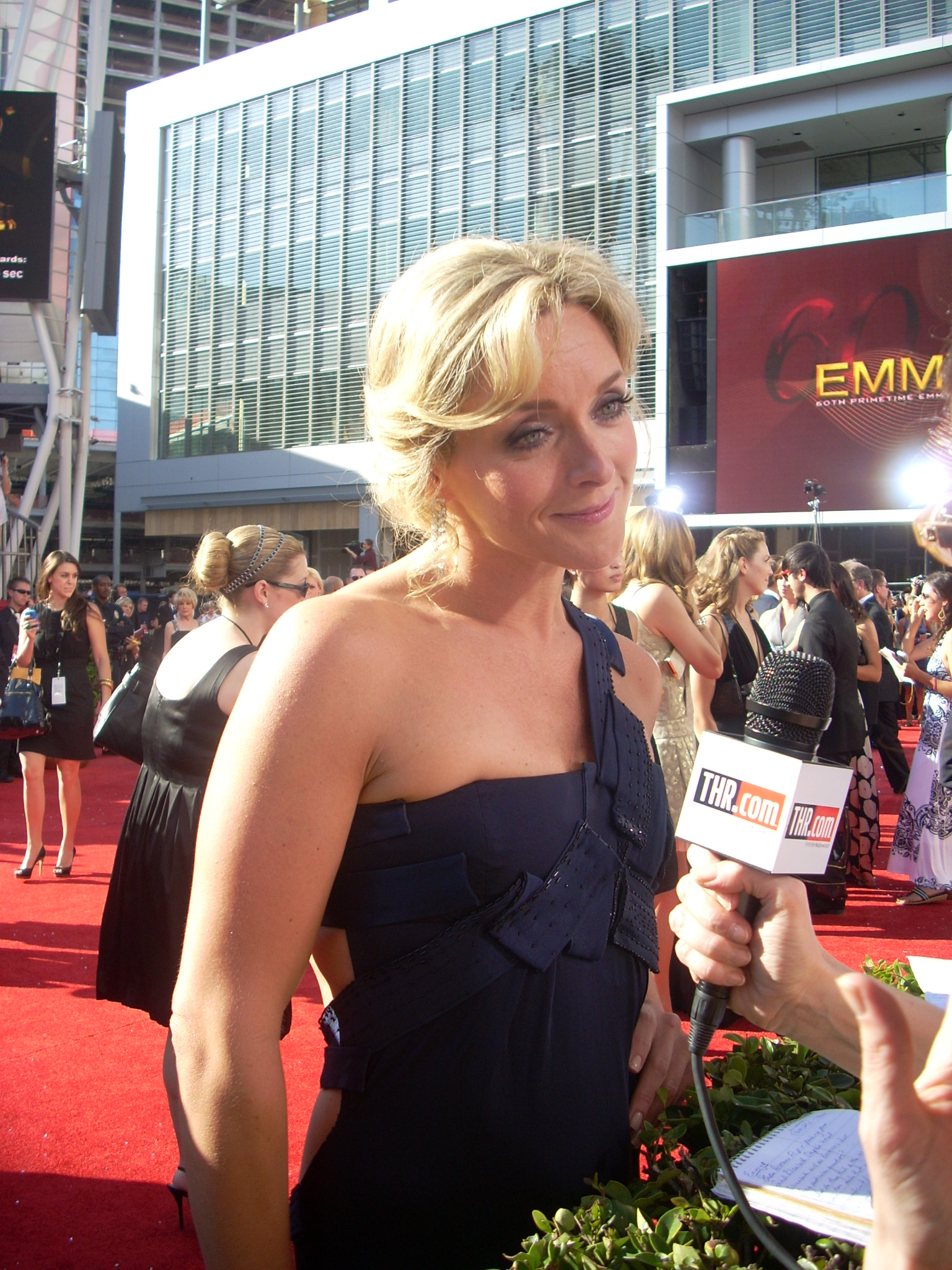

Jane Krakowski (geboren als Jane Krajkowski, Parsippany, New Jersey, 11 oktober 1968) is een Amerikaans toneel-, televisie- en filmactrice. Ze werd in zowel 1986 als 1987 genomineerd voor een Daytime Emmy Award voor haar rol in Search for Tomorrow en in 1999 voor een Golden Globe voor haar rol van Elaine Vassal in Ally McBeal
Behalve in vaste rollen in televisieseries en bioscoopfilms, verscheen Krakowski met gastoptredens in verschillende andere series, zoals Due South, Early Edition, Everwood en Law & Order: Special Victims Unit. Ook was ze te zien in onder meer de televisiefilms Mom at Sixteen en A Muppets Christmas: Letters to Santa.

## Filmografie
*Exclusief televisiefilms
- Cirque du Freak: The Vampire's Assistant (2009)
- Open Season 2 (2008, stem)
- Kit Kittredge: An American Girl (2008)
- The Rocker (2008)
- Open Season (2006, stem)
- Pretty Persuasion (2005)
- Mom at Sixteen (2005)
- Alfie (2004)
- When Zachary Beaver Came to Town (2003)
- Marci X (2003)
- Ice Age (2002, stem)
- The Flintstones in Viva Rock Vegas (2000)
- Go (1999)
- Dance with Me (1998)
- Hudson River Blues (1997)
- Mrs. Winterbourne (1996)
- Stepping Out (1991)
- Fatal Attraction (1987)
- Vacation (1983)

## Televisieseries
*Exclusief eenmalige gastrollen
- Unbreakable Kimmy Schmidt - Jacqueline Voorhees (2015–heden)
- 30 Rock - Jenna Maroney (2006–2013, 138 afleveringen)
- Ally McBeal - Elaine Vassal (1997–2002, 112 afleveringen)
- Another World - Tonya (1989, negen afleveringen)
- Search for Tomorrow - Rebecca 'T.R.' Kendall (1984–1986, twee afleveringen)

- Bibsys: 7004126
- Biblioteca Nacional de España: XX4847485
- Bibliothèque nationale de France: cb141946998 (data)
- Gemeinsame Normdatei: 134792823
- International Standard Name Identifier: 0000 0000 7140 9488
- Library of Congress Control Number: n97849936
- MusicBrainz: bc28ded5-5fcf-4144-a0a7-1a976a0f8c3c
- Nationale Bibliotheek van Israël: 987007446461405171
- Nationale Bibliotheek van Polen: a0000001256773
- Nederlandse Thesaurus van Auteursnamen: 374717877
- Système universitaire de documentation: 172149584
- Virtual International Authority File: 46971919
- WorldCat: E39PBJh8My67vYKDRdhC6kFxjC